# Алберто Родригез
Алберто Јуниор Родригез Валделомар (познатији као Ел мудо) (Лима, 31. март 1984) је перуански професионални фудбалер, који игра на позицији центархалфа за ФК Атлетико Хуниор и репрезентацију Перуа.

## Каријера

### Клупска каријера
Родригез је започео своју каријеру за ФК Спортинг кристал када је имао шеснаест година. Трогодишињи уговор потписао је 28. децембра 2006. године са ФК Брага, а 18. фебруара 2007. године одиграо је свој први лигашки меч за Брагу, против ФК Леирије. Четворогодишњи уговор потписао је са ФК Спортинг Лисабон., где се због повреда појавио на само 13 утакмица. У јулу 2013. године био је на позајмици у ФК Депортиво ла Коруња
Родригез је 24. јула 2012. године потписао уговор са ФК Рио Аве.Након што се вратио у Лиму, заиграо је за Спортинг Кристал, Мелгар, Университарио де депортес и Атлетико јуниор.

### Интернационална каријера
За репрезентацију Перуа заиграо је на квалификацијама за Светско првенство у фудбалу 2006. године. За репрезентацију Перуа заиграо је на такмичењу Копа Америка 2007. године. Родригез је такође изабран да игра за репрезентацију на такмичењу Копа Америка 2011. године. За репрезентацију Перуа играо је и на Светском првенству у фудбалу 2018. године у Русији.

## Трофеји

### Спортинг кристал
- Прва лига Перуа у фудбалу: Клаусура 2002, 2004, 2005

### Брага
- Интертото куп: 2008
- УЕФА лига Европе: друго место 2010/2011

### Спортинг
- Куп Португала: друго место 2011/2012

### Рио Аве
- Куп Португала: друго место 2013/2014
- Лига Португала: друго место 2013/2014

### Перу
- Копа Америка: треће место 2011